# Родофиникин, Константин Константинович
Константин Константинович Родофиникин (1760—1838) — русский дипломат, член Государственного совета.

## Биография
Родился в 1760 году (в некоторых материалах называются другие даты рождения — 1763 и 1767 годы) в небогатой дворянской семье греческого происхождения. Поступил на военную службу 5 декабря 1783 года — в Переяславский казачий полк с чином войскового товарища. Однако уже в 1786 году перешёл в Коммерц-коллегию.
В 1788 году, 5 июня, получив чин капитана, был определён волонтёром во флот и, находясь, в эскадре адмирала Грейса, на корабле «Изяслав», командовал артиллерией верхнего дека в сражении со шведами 6 июля у Гогланда, где главный неприятельский 74-пушечный адмиральский корабль сдался со всем экипажем. 27 октября того же года был переведён в Кексгольмский пехотный полк и 22 августа следующего года с производством в секунд-майоры вышел в отставку.
В 1792 году, 1 июля, поступил в штат армейского Инспекторского Департамента цалмейстером, с чином премьер-майора; с 18 февраля 1792 года — надворный советник, с 29 июня 1799 — коллежский советник.
21 января 1798 года К. К. Родофиникин перешёл на службу в Капитул орденов, где прослужил до 1803 года, сначала секретарём, а потом правителем канцелярии и, дослужившись до чина статского советника (1 января 1800 г.), получил 18 ноября 1800 года от императора Павла 2000 десятин в Саратовской губернии.
23 апреля 1803 года Родофиникин перешёл на службу в Коллегию иностранных дел, где был назначен, по рекомендации князя Безбородко, правителем канцелярии канцлера графа А. Р. Воронцова и служил под непосредственным начальством товарища министра князя Адама Чарторыйского.
Получив 15 августа 1805 года чин действительного статского советника, Родофиникин был командирован от Коллегии в 1-ю армию в качестве дипломатического агента и находился в сражениях при Кремсе и Аустерлице, а в 1806 году был отправлен в Константинополь, к посланнику А. Я. Италинскому.
В 1807 году был направлен в Сербию с целью добиться согласованных действий сербских и русских сил против Турции. В 1809 году, когда возобновилась война России с Турцией, переехал в Бухарест. В 1810 году находился при взятии Силистрии и в сражении при Батине, где вёл с неприятелем переговоры, после которых многочисленный корпус турецких войск сдался с 13 орудиями. Затем, при взятии крепостей Рущука и Журжи, он находился в числе полномочных комиссаров, подписавших капитуляцию на сдачу этих крепостей русским.
Отозванный в Петербург, к делам Коллегии, К. К. Родофиникин 19 апреля 1819 года был назначен директором вновь образованного Азиатского департамента и 12 декабря 1819 года был произведён в тайные советники.
В декабре 1832 года был назначен сенатором, в 1833 году — членом Совета Министерства Иностранных Дел, с оставлением управляющим Азиатским департаментом (до 11 мая 1837); 31 декабря 1835 года получил чин действительного тайного советника, а 26 января 1838 года, незадолго до смерти, ему было повелено быть членом Государственного Совета.
Помимо прямых своих служебных обязанностей, Родофиникин был в разное время: Санкт-Петербургским уездным предводителем дворянства, председателем Комитета об уравнении городских повинностей в Санкт-Петербурге, Комиссии для удовлетворения русских подданных по требованиям их к Турецкому правительству и Комитета для рассмотрения представлений Оренбургского военного губернатора касательно образования военной части в Оренбургском крае; членом Комитета по Азиатским делам, членом Думы знака отличия беспорочной службы и членом Сибирского комитета.
Родофиникин пользовался неизменным расположением четырёх министров, при которых служил в Министерстве иностранных дел с 1803 по 1838 г.: графа A. P. Воронцова, барона А. Я. Будберга, графа H. П. Румянцева и графа К. В. Нессельроде и неоднократно, иногда по полугоду подряд, временно управлял Министерством: в 1832, 1833, 1835, 1837 и 1838 г. (до дня смерти); особенно близок был Родофиникин к графу Нессельроде, у которого он заведовал его личными делами, был домашним секретарем и имел на него и на его взгляды и решения большое влияние. Среди подчиненных его находился и А. С. Грибоедов, имевший отношение к Родофиникину, как к директору Азиатского департамента, по службе своей в качестве Персидского посланника; сохранились письма Грибоедова к Родофиникину с донесениями о Персидских делах и о мерах, принимавшихся им для установления отношений с Персией; из писем этих видно, что Грибоедов был расположен к Родофиникину, равно как и последний хорошо относился к поэту. Они были опубликованы в журнале «Русский архив» в № 7/8 за 1872 г. Ранее неизданная переписка Грибоедова с Родофиникиным (за август — декабрь 1828 г.) была напечатана в альманахе «Русская литература» № 2 за 1994 г.
Похоронен в Александро-Невской Лавре, в Духовской церкви.

## Награды
Из русских орденов он имел следующие: св. Анны 2-й степени (1 ноября 1799 г., «за усердную службу и рачительное исполнение двух должностей»), св. Владимира 3-й степени (24 февраля 1806 г.), св. Анны 1-й степени (12 ноября 1806 г., алмазные знаки к сему ордену пожалованы 6 апреля 1819 г.), св. Владимира 2-й степени (25 марта 1828 г.), св. Александра Невского (26 сентября 1829 г., «за полезные и ревностные труды по турецким делам»; алмазные знаки пожалованы 1 апреля 1833 г. «за управление Азиатским департаментом»), св. Владимира 1-й степени (8 сентября 1837 г.); а из иностранных — большой крест греческого ордена Спасителя 1-й степени, турецкий Нишани-Ифтик-кар 1-й степени с алмазами и персидский Льва и Солнца 1-й степени.

## Семья
Константин Константинович был женат на Наталье Львовне Дебу, дочери доктора государственной адмиралтейской коллегии Льва Дебу. Таинство венчания было совершено в Морском Богоявленском Соборе г. Санкт-Петербурга 2 июня 1794 года. У К. К. Родофиникина и его жены Натальи был сын Александр Константинович (01.04.1795—07.04.1849), который начал службу 29 ноября 1812 г., с 1 января 1835 года был действительным статским советником. Учился в Петропавловской школе, служил при Азиатском департаменте Министерстве иностранных дел и, по выходе в отставку, был депутатом от дворянства Царскосельского уезда в Санкт-Петербургском дворянском депутатском собрании. Похоронен на Волковом кладбище.